# Élections partielles canadiennes du 11 décembre 2017
Les élections partielles canadiennes du 11 décembre 2017 ont lieu dans quatre circonscriptions, toutes issues d'une province différente : Battlefords-Lloydminster (Saskatchewan), Bonavista—Burin—Trinity (Terre-Neuve-et-Labrador), Scarborough—Agincourt (Ontario) et Surrey-Sud—White Rock (Colombie-Britannique). Dans trois cas, les députés ont démissionné, dans l'autre il s'agit d'un décès. À l'exception de la circonscription britanno-colombienne, il s'agit de « châteaux-forts » respectifs de leurs partis. À l'issue des élections, les conservateurs perdent un siège au profit des libéraux.

## Battlefords-Lloydminster
Quand il annonce son départ de la vie politique en août 2017, Gerry Ritz est député conservateur depuis 1997. Rosemarie Falk est investie par les conservateurs dans ce fief et est largement élue, obtenant plus de 69,5% des suffrages.
La participation est de 27,05 %.

### Résultats
|  | Candidat             | Parti         | #     | %       |
|  | -------------------- | ------------- | ----- | ------- |
|  | Rosemarie Falk       | Conservateur  | 8965  | 69,56 % |
|  | Matt Fedler          | Néo-Démocrate | 1698  | 13,17 % |
|  | Larry Ingram         | Libéral       | 1345  | 10,44 % |
|  | Ken Finlayson        | Indépendant   | 681   | 5,28 %  |
|  | Yvonne Potter-Pihach | Vert          | 200   | 1,55%   |
|  | Total                |               | 12889 |         |

## Bonavista—Burin—Trinity
Le 24 août 2017, après un congé pour raisons personnelles depuis avril 2017, Judy Foote annonce sa démission immédiate du cabinet fédéral, souhaitant rester proche de sa famille alors qu'elle découvrait leur avoir transmis un gène cancérogène. Elle annonce également sa volonté de quitter son poste de député rapidement, ce qui sera fait en septembre, actant son départ de la vie politique.
Les libéraux investissent Churence Rogers, maire de Centreville-Wareham-Trinity depuis 2009. Il est largement élu député, avec 69,2% et plus de 6000 voix d'avance sur son concurrent conservateur.
La participation est de 21,43 %.

### Résultats
|  | Candidat                   | Parti         | #     | %      |
|  | -------------------------- | ------------- | ----- | ------ |
|  | Churence Rogers            | Libéral       | 8717  | 69,2 % |
|  | Mike Windsor               | Conservateur  | 2878  | 22,9 % |
|  | Tyler Downey               | Néo-Démocrate | 598   | 4,7%   |
|  | Shane Stapleton            | Libertarien   | 262   | 4,7%   |
|  | Tyler John Colbourne       | Vert          | 138   | 1,1%   |
|  | Tom Zhu                    | Indépendant   | 148   | 0,8 %  |
|  | John "The Engineer" Turmel | Indépendant   | 145   | 0,8 %  |
|  | Total                      |               | 12953 |        |

## Scarborough—Agincourt
La partielle a lieu à la suite du décès d'Arnold Chan, député depuis 2014 et leader du gouvernement aux communes depuis 2015. Sa mort prématuré, il avait seulement 50 ans, des suites d'un cancer donne un contexte particulier à la partielle. Cela est d'autant plus marquant que les libéraux investissent Jean Yip, sa veuve, comme candidate. Elle explique avoir beaucoup accompagné son mari dans ses déplacement lorsqu'il était malade et s'être pris au goût des affaires communautaires.
Libérale depuis plus de trente ans, la circonscription est emportée facilement par Jean Yip avec 49,4 % des suffrages.
La participation est de 26,74 %.

### Résultats
|  | Candidat           | Parti             | #     | %      |
|  | ------------------ | ----------------- | ----- | ------ |
|  | Jean Yip           | Libéral           | 9091  | 49,4 % |
|  | Dasong Zou         | Conservateur      | 7448  | 40,5 % |
|  | Brian Chang        | Néo-Démocrate     | 931   | 5,1 %  |
|  | Jude Coutinho      | Héritage chrétien | 371   | 2 %    |
|  | Michael DiPasquale | Vert              | 253   | 1,4 %  |
|  | Total              |                   | 18387 |        |

## Surrey-Sud—White Rock
Circonscription créée en 2015 à partir de trois circonscriptions conservatrice, Surrey-Sud—White Rock avait été emporté d'une courte avance (2,5%) par Dianne Watts, ex-mairesse de Surrey. Elle démissionne du poste en septembre 2017 pour se lancer dans la course à la chefferie du Parti libéral de la Colombie-Britannique. Les conservateurs ont investi Kerry-Lynne Findlay, députée de la circonscription voisine de Delta—Richmond-Est et plusieurs fois ministre, battue en 2015. Le parti libéral du Canada investi Gordon Hogg, ancien maire et député provincial de Surrey-White Rock de 2001 à 2017, date à laquelle il ne s'est pas représenté. Il s'agit donc d'un duel entre deux figures politiques locales. Cette circonscription est la seule qui apparaissait ouverte pour les observateurs, ouverture qui se confirme puisque Gordon Hogg amène la circonscription dans l'escarcelle des libéraux avec un peu plus de 1600 voix d'avance.
Malgré l'enjeu, la participation n'est que de 38,13 %, ce qui reste le plus haut taux de la série.

### Résultats
|  | Candidat            | Parti                 | #     | %      |
|  | ------------------- | --------------------- | ----- | ------ |
|  | Gordon Hogg         | Libéral               | 14369 | 47,5 % |
|  | Kerry-Lynne Findlay | Conservateur          | 12752 | 42,1 % |
|  | Jonathan Silveira   | Néo-Démocrate         | 1478  | 4,9 %  |
|  | Larry Colero        | Vert                  | 1247  | 4,1 %  |
|  | Rod Taylor          | Héritage chrétien     | 238   | 0,8 %  |
|  | Donald Wilson       | Libertarien           | 89    | 0,3 %  |
|  | Michael Huenefeld   | Progressiste canadien | 86    | 0,3 %  |
|  | Total               |                       | 30259 |        |